# Božićni otok
Božićni otok (eng. Christmas Island, službeno Territory of Christmas Island) je australski vanjski teritorij u Indijskom oceanu, 360 km udaljen od otoka Jave. Osamljen otok vulkanskog je podrijetla s koraljnim grebenom, većinom strmih obala. Otok je uglavnom obrastao tropskom kišnom šumom, posebno nacionalni park na zapadnom dijelu otoka.
Klima je tropska oceanska, s jednakomjernim temperaturama i obilnim padalinama, najviše od studenog do travnja.

Otok je na Božić 1643., otkrio engleski kapetan William Mynors. Godine 1888. prisvojila ih je Velika Britanija. Od 1958. otok je vanjski australski teritorij pod upravavom savezne australske vlade, koju zastupa upravitelj. Domaće poslove vodi Otočno vijeće. 
Nenaseljen otok u 19. stoljeću naselili su radnici za rad u rudniku fosfata. Po popisu iz 2002. godine, na Božićnom otoku živi 2700 stanovnika. Polovica sadašnjeg stanovništva su Kinezi, dok su ostali Malajci te bijelci australskoga podrjetla.
Glavna gospodarska djelatnost je dobivanje fosfata i vapnenca u unutrašnosti otoka. Pokušaj razvoja turizma je propao.